# 東福島駅
東福島駅（ひがしふくしまえき）は、福島県福島市にある、東日本旅客鉄道（JR東日本）・日本貨物鉄道（JR貨物）東北本線の駅である。
JR東日本の駅は宮代字段ノ腰に、JR貨物の駅はその南側の北矢野目字田中にある。

## 歴史
- 1923年（大正12年）10月15日：鉄道省東北本線の瀬上駅（せのうええき）として開業[4]。
- 1978年（昭和53年）
  - 6月1日：東福島駅に改称[4]。
  - 6月24日：コンテナ貨物の取り扱いを開始（福島駅から移管）。
- 1984年（昭和59年）
  - 2月1日：荷物の取り扱いを廃止[4]。
  - 12月1日：旅客営業を無人化[5]。以降、福島駅派遣により出改札を継続。
- 1987年（昭和62年）4月1日：国鉄分割民営化により、JR東日本・JR貨物の駅となる[4]。旅客営業を有人化。
- 1998年（平成10年）3月14日：貨物列車の発着が廃止され、自動車代行駅となる。
- 2006年（平成18年）4月1日：東福島オフレールステーションを開設。
- 2009年（平成21年）3月14日：ICカード「Suica」の利用が可能となる[6]。
- 2024年（令和6年）10月1日：えきねっとQチケのサービスを開始[1][7]。

## 駅構造
島式ホーム1面2線と木造駅舎をもつ地上駅である。このほか、ホームのない側線が2本（下り1番線・下り2番線）がある。駅舎とホームは跨線橋で連絡している。
福島統括センター（福島駅）管理の業務委託駅（JR東日本東北総合サービス委託）である。なお、阿武隈急行線が合流する矢野目信号場の設備までが当駅の構内となっている。
構内には、Suica対応自動券売機と簡易Suica改札機などがある。

### のりば
| 番線 | 路線      | 方向 | 行先     |
| ---- | --------- | ---- | -------- |
| 1    | ■東北本線 | 上り | 福島方面 |
| 2    | ■東北本線 | 下り | 仙台方面 |

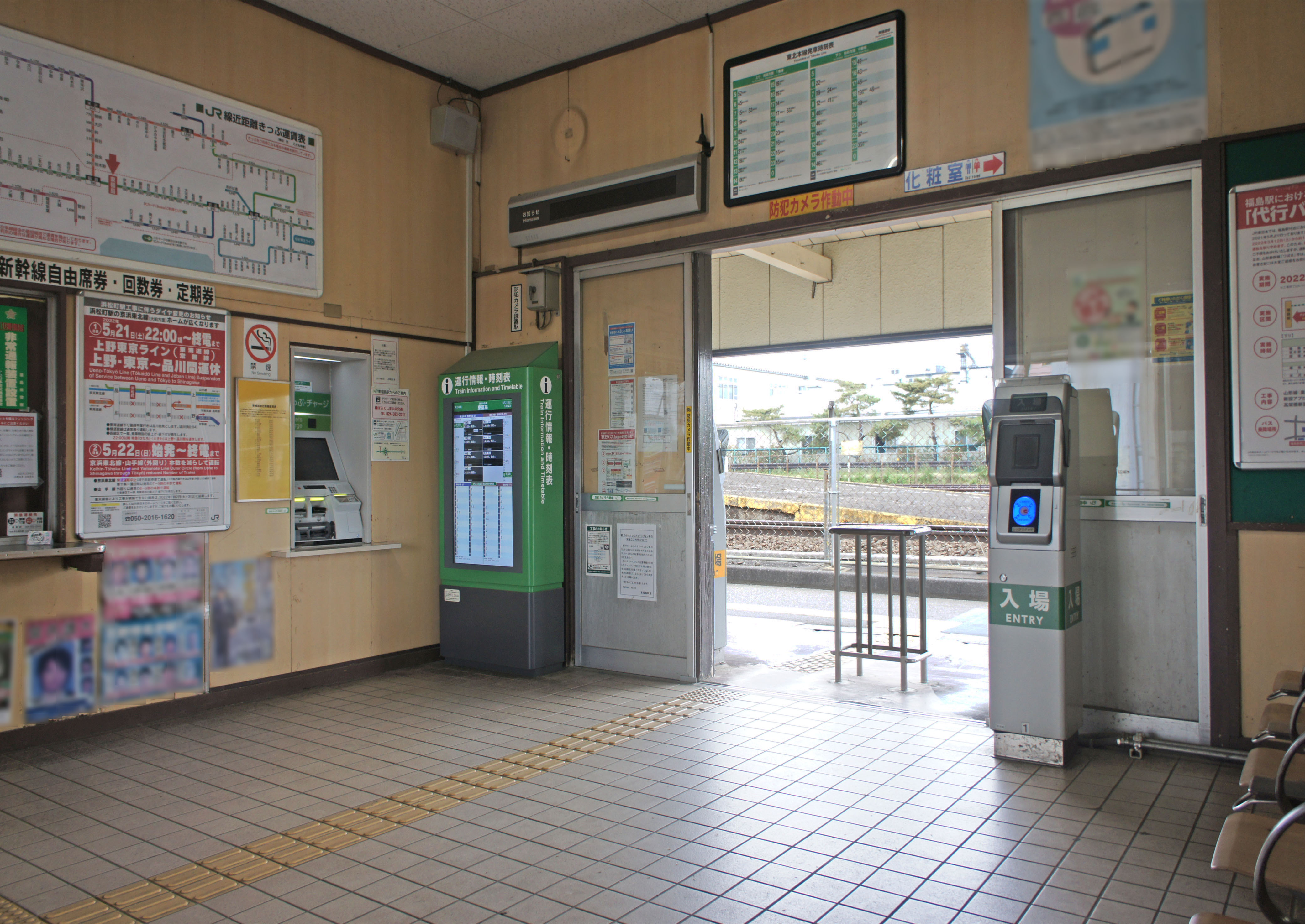
改札口（2022年5月）
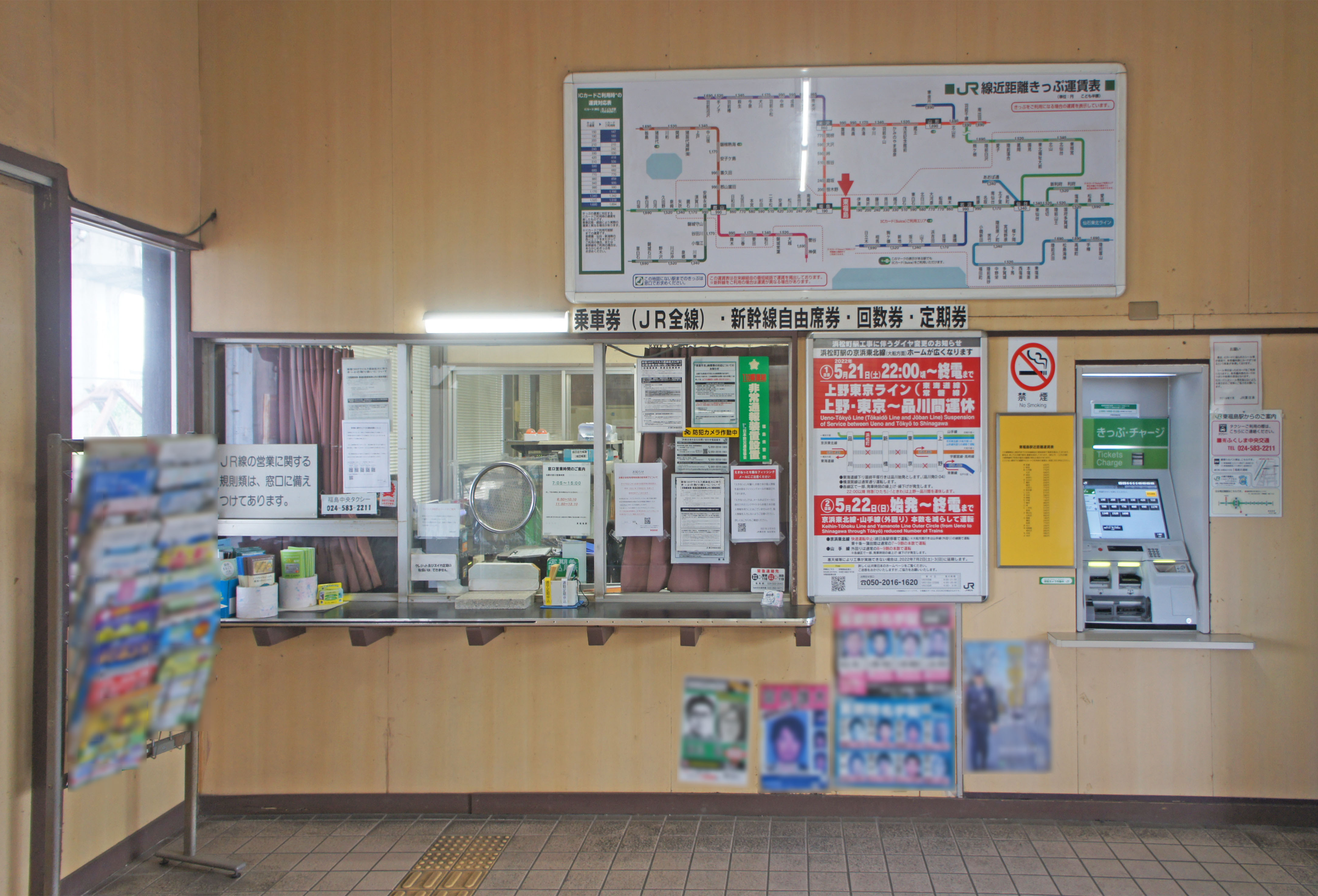
窓口と自動券売機（2022年5月）
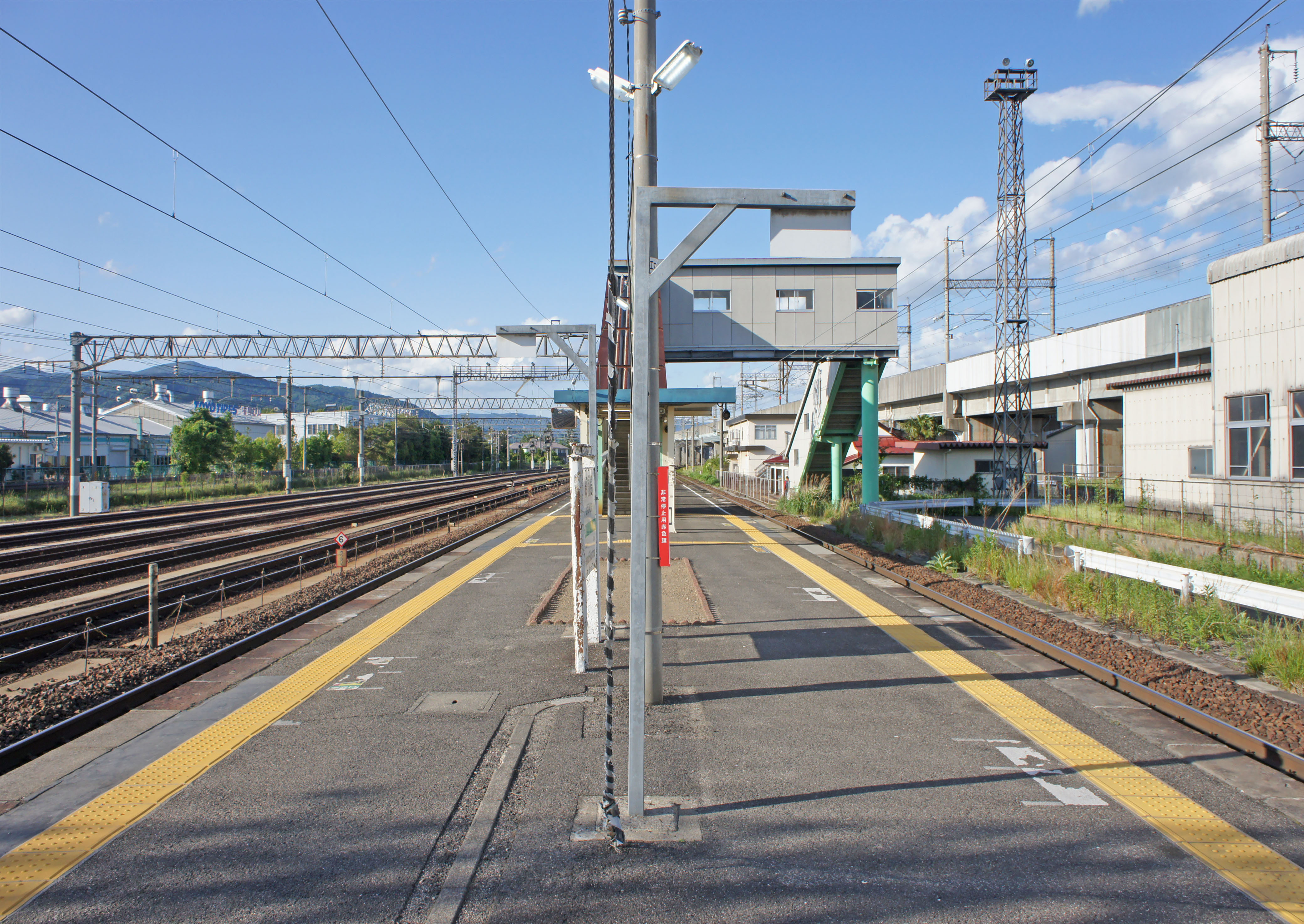
ホーム（2022年5月）

## 東福島オフレールステーション
東福島オフレールステーション（略称：東福島ORS）は、JR貨物東福島駅に属し、旅客駅の南側にある。コンテナ集配基地である。コンテナ貨物（12フィートコンテナのみ）を取り扱っており、貨物列車代替のトラック便が郡山貨物ターミナル駅との間で1日3往復運行されている。
なお、JR貨物東福島駅は、1998年（平成10年）より貨物列車の発着がない自動車代行駅になり、その後2006年（平成18年）より一部がオフレールステーションとなっている。

## 利用状況
JR東日本によると、2023年度（令和5年度）の1日平均乗車人員は696人である。
2000年度（平成12年度）以降の推移は以下のとおりである。
| 1日平均乗車人員推移 | 1日平均乗車人員推移 | 1日平均乗車人員推移 | 1日平均乗車人員推移 | 1日平均乗車人員推移 |
| 年度                | 定期外              | 定期                | 合計                | 出典                |
| ------------------- | ------------------- | ------------------- | ------------------- | ------------------- |
| 2000年（平成12年）  |                     |                     | 844                 | [ 利用客数 2 ]      |
| 2001年（平成13年）  |                     |                     | 821                 | [ 利用客数 3 ]      |
| 2002年（平成14年）  |                     |                     | 806                 | [ 利用客数 4 ]      |
| 2003年（平成15年）  |                     |                     | 857                 | [ 利用客数 5 ]      |
| 2004年（平成16年）  |                     |                     | 846                 | [ 利用客数 6 ]      |
| 2005年（平成17年）  |                     |                     | 864                 | [ 利用客数 7 ]      |
| 2006年（平成18年）  |                     |                     | 852                 | [ 利用客数 8 ]      |
| 2007年（平成19年）  |                     |                     | 841                 | [ 利用客数 9 ]      |
| 2008年（平成20年）  |                     |                     | 826                 | [ 利用客数 10 ]     |
| 2009年（平成21年）  |                     |                     | 779                 | [ 利用客数 11 ]     |
| 2010年（平成22年）  |                     |                     | 761                 | [ 利用客数 12 ]     |
| 2011年（平成25年）  |                     |                     | 776                 | [ 利用客数 13 ]     |
| 2012年（平成24年）  | 198                 | 558                 | 756                 | [ 利用客数 14 ]     |
| 2013年（平成25年）  | 195                 | 551                 | 746                 | [ 利用客数 15 ]     |
| 2014年（平成26年）  | 190                 | 502                 | 693                 | [ 利用客数 16 ]     |
| 2015年（平成27年）  | 198                 | 503                 | 702                 | [ 利用客数 17 ]     |
| 2016年（平成28年）  | 191                 | 539                 | 730                 | [ 利用客数 18 ]     |
| 2017年（平成29年）  | 190                 | 527                 | 718                 | [ 利用客数 19 ]     |
| 2018年（平成30年）  | 180                 | 501                 | 682                 | [ 利用客数 20 ]     |
| 2019年（令和元年）  | 180                 | 513                 | 693                 | [ 利用客数 21 ]     |
| 2020年（令和02年）  | 110                 | 394                 | 504                 | [ 利用客数 22 ]     |
| 2021年（令和03年）  | 129                 | 437                 | 566                 | [ 利用客数 23 ]     |
| 2022年（令和04年）  | 129                 | 437                 | 709                 | [ 利用客数 24 ]     |
| 2023年（令和05年）  | 160                 | 536                 | 696                 | [ 利用客数 1 ]      |

## 駅周辺
- 福島県道387号飯坂保原線
  - 県道387号を西進し、国道13号を北西に進むと東北自動車道福島飯坂インターチェンジに行ける。
- 福島県道155号飯坂瀬ノ上線
- 蛭川
- 八反田川

駅東側
- 阿武隈急行卸町駅・福島学院前駅
- 福島東郵便局
- 大原看護専門学校
- 大原医療センター
- 福島学院大学宮代キャンパス
- 福島市立北信中学校
- 福島市役所北信支所・福島市北信学習センター
- 福島市中央卸売市場
- ヨークベニマル瀬上店
- 福島県道197号東福島停車場線
- 福島県道353号国見福島線

駅西側
- 福島ゴム
- 福島高速バスターミナル

### バス路線
「東福島駅前」停留所にて、福島交通（福島支社）の路線バスが発着する。
- 宮代団地線：福島駅東口／宮代団地

## 隣の駅
東日本旅客鉄道（JR東日本）
■東北本線
福島駅 - （矢野目信号場） - 東福島駅 - 伊達駅

### 記事本文
1. 1 2 3 4  “駅の情報（東福島駅）：JR東日本”.   東日本旅客鉄道. 2024年8月25日時点のオリジナルよりアーカイブ。2024年11月11日閲覧。
2. 1 2  “エリア別サービス案内（コンテナ時刻表） | JR貨物 日本貨物鉄道株式会社”.   日本貨物鉄道. 2024年11月11日閲覧。
3. 1 2  『週刊 JR全駅・全車両基地』 13号 仙台駅・船岡駅・松島海岸駅ほか70駅、朝日新聞出版〈週刊朝日百科〉、2012年11月4日、22頁。
4. 1 2 3 4 5  石野哲 編『停車場変遷大事典 国鉄・JR編 II』（初版）JTB、1998年10月1日、402頁。ISBN 978-4-533-02980-6。
5. ↑  「「通報」●根室本線幾寅駅ほか30駅の駅員無配置について（旅客局）」『鉄道公報』日本国有鉄道総裁室文書課、1984年11月29日、1面。
6. ↑  『Suicaをご利用いただけるエリアが広がります。』（PDF）（プレスリリース）東日本旅客鉄道、2008年12月22日。オリジナルの2020年5月24日時点におけるアーカイブ。2020年5月25日閲覧。
7. ↑  『Suicaエリア外もチケットレスで! 東北エリアから「えきねっとQチケ」がはじまります』（PDF）（プレスリリース）東日本旅客鉄道、2024年7月11日。オリジナルの2024年7月11日時点におけるアーカイブ。2024年8月1日閲覧。
8. 1 2  “JR東日本：駅構内図・バリアフリー情報（東福島駅）”.   東日本旅客鉄道. 2024年11月11日閲覧。

### 利用状況
1. 1 2  “各駅の乗車人員（2023年度）”.   東日本旅客鉄道. 2024年7月22日閲覧。
2. ↑  “各駅の乗車人員（2000年度）”.   東日本旅客鉄道. 2019年2月12日閲覧。
3. ↑  “各駅の乗車人員（2001年度）”.   東日本旅客鉄道. 2019年2月12日閲覧。
4. ↑  “各駅の乗車人員（2002年度）”.   東日本旅客鉄道. 2019年2月12日閲覧。
5. ↑  “各駅の乗車人員（2003年度）”.   東日本旅客鉄道. 2019年2月12日閲覧。
6. ↑  “各駅の乗車人員（2004年度）”.   東日本旅客鉄道. 2019年2月12日閲覧。
7. ↑  “各駅の乗車人員（2005年度）”.   東日本旅客鉄道. 2019年2月12日閲覧。
8. ↑  “各駅の乗車人員（2006年度）”.   東日本旅客鉄道. 2019年2月12日閲覧。
9. ↑  “各駅の乗車人員（2007年度）”.   東日本旅客鉄道. 2019年2月12日閲覧。
10. ↑  “各駅の乗車人員（2008年度）”.   東日本旅客鉄道. 2019年2月12日閲覧。
11. ↑  “各駅の乗車人員（2009年度）”.   東日本旅客鉄道. 2019年2月12日閲覧。
12. ↑  “各駅の乗車人員（2010年度）”.   東日本旅客鉄道. 2019年2月12日閲覧。
13. ↑  “各駅の乗車人員（2011年度）”.   東日本旅客鉄道. 2019年2月12日閲覧。
14. ↑  “各駅の乗車人員（2012年度）”.   東日本旅客鉄道. 2019年2月12日閲覧。
15. ↑  “各駅の乗車人員（2013年度）”.   東日本旅客鉄道. 2019年2月12日閲覧。
16. ↑  “各駅の乗車人員（2014年度）”.   東日本旅客鉄道. 2019年2月12日閲覧。
17. ↑  “各駅の乗車人員（2015年度）”.   東日本旅客鉄道. 2019年2月12日閲覧。
18. ↑  “各駅の乗車人員（2016年度）”.   東日本旅客鉄道. 2019年2月12日閲覧。
19. ↑  “各駅の乗車人員（2017年度）”.   東日本旅客鉄道. 2018年7月6日閲覧。
20. ↑  “各駅の乗車人員（2018年度）”.   東日本旅客鉄道. 2019年7月11日閲覧。
21. ↑  “各駅の乗車人員（2019年度）”.   東日本旅客鉄道. 2020年7月10日閲覧。
22. ↑  “各駅の乗車人員（2020年度）”.   東日本旅客鉄道. 2021年7月22日閲覧。
23. ↑  “各駅の乗車人員（2021年度）”.   東日本旅客鉄道. 2022年8月5日閲覧。
24. ↑  “各駅の乗車人員（2022年度）”.   東日本旅客鉄道. 2023年7月13日閲覧。